# Kris Commons
Kristian Arran 'Kris' Commons (Mansfield, 30 augustus 1983) is een Schots voetballer die bij voorkeur als middenvelder speelt. Hij verruilde in 2011 Derby County voor Celtic, waar hij in februari 2015 zijn contract verlengde tot medio 2017. Commons debuteerde in 2006 in het Schots voetbalelftal.

## Clubcarrière
Commons begon in de jeugdacademie van Stoke City. Op zijn zeventiende verjaardag tekende hij zijn eerste professionele contract. Hij maakte zijn debuut in het betaald voetbal op 16 oktober 2001 in de Football League Trophy tegen Blackpool. Even na zijn debuut scheurde hij zijn voorste kruisband, waardoor hij een jaar aan de kant bleef. Hij herstelde en maakte op 26 augustus 2002 zijn eerste doelpunt voor Stoke City tegen Norwich City. In juli 2004 trok hij transfervrij naar Nottingham Forest. Daar maakte hij 32 doelpunten in 138 competitiewedstrijden. Na vier seizoenen tekende Commons transfervrij een contract bij Derby County. In 28 januari 2011 tekende hij – ondanks belangstelling van Rangers FC – bij Celtic. Eén dag later was hij bij zijn debuut in de League Cup tegen Aberdeen trefzeker. Op 16 maart 2013 maakte Commons in de competitiewedstrijd tegen Aberdeen (4–3 winst) reeds na 12,2 seconden een doelpunt, waarmee hij het competitierecord verbrak. In mei 2014 werd hij door zijn collega-voetballers verkozen tot Scotland Player of the Year.

## Interlandcarrière
Commons werd geboren in het Engelse Mansfield. Omdat zijn grootmoeder aan vaders zijde geboren is in Dundee (Schotland), was hij eveneens gerechtigd voor Schotland uit te komen. Hij maakte zijn debuut in het Schots voetbalelftal op 20 augustus 2008 in een vriendschappelijke interland tegen Noord-Ierland. Hij viel na 62 minuten in voor James Morrison. Op 9 februari 2011 maakte hij zijn eerste interlanddoelpunt in een wedstrijd op het Vierlandentoernooi tegen Noord-Ierland.

## Erelijst
Celtic FC
- Landskampioen

2011–12, 2012–13, 2013–14, 2014–15
- Scottish Cup

2011, 2013
- Scottish League Cup

2014–15
1 Schmeichel ·
2 Johnston ·
3 Taylor ·
5 Scales ·
6 Trusty ·
7 Palma ·
8 Furuhashi ·
9 Idah ·
10 Kühn ·
12 Sinisalo ·
13 Yang ·
14 McCowan ·
15 Holm ·
17 Nawrocki ·
20 Carter-Vickers ·
27 Engels ·
28 Bernardo ·
29 Bain ·
38 Maeda ·
41 Hatate ·
42 McGregor  ·
49 Forrest ·
56 Ralston ·
57 Welsh ·
Coach: Rodgers